# 밤발로니
밤발로니(bambaloni, bambalouni)는 달콤한 튀니지의 도넛이다. 집에서 만들거나 패스트푸드점에서 구입할 수 있다. 기름에 튀긴 밀가루 반죽이 주된 재료이며 설탕을 뿌리거나 꿀에 찍어 먹는다. 하루 중 시간을 가리지 않고 먹을 수 있는 음식이다. 마그레브 전역에서 널리 먹는 사판즈(sfenj) 도넛의 튀니지 버전이라고 할 수 있으며, 리비아에서는 사판즈 도넛의 한 형태로서 sfinz라고도 한다.

## 갤러리

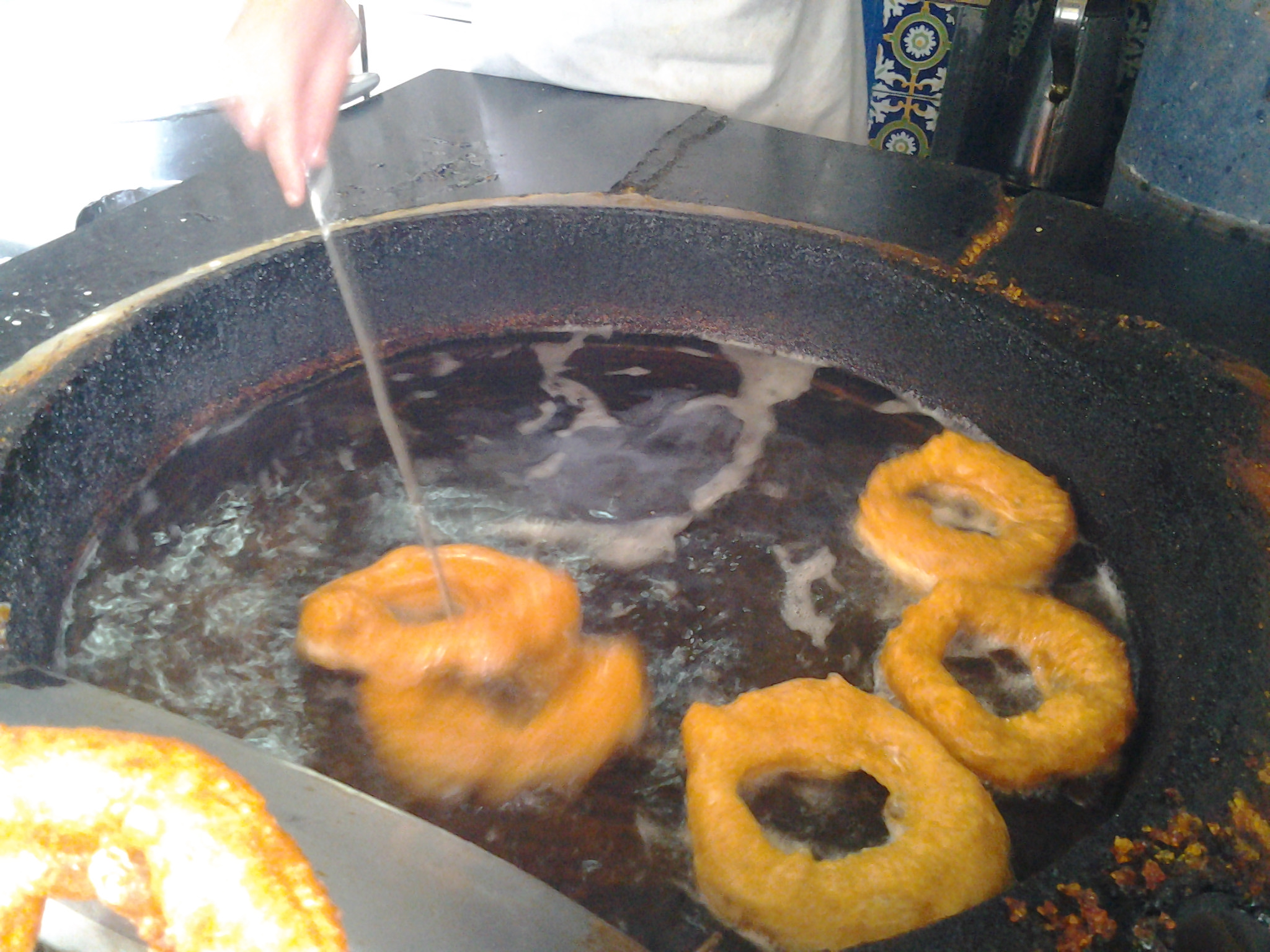
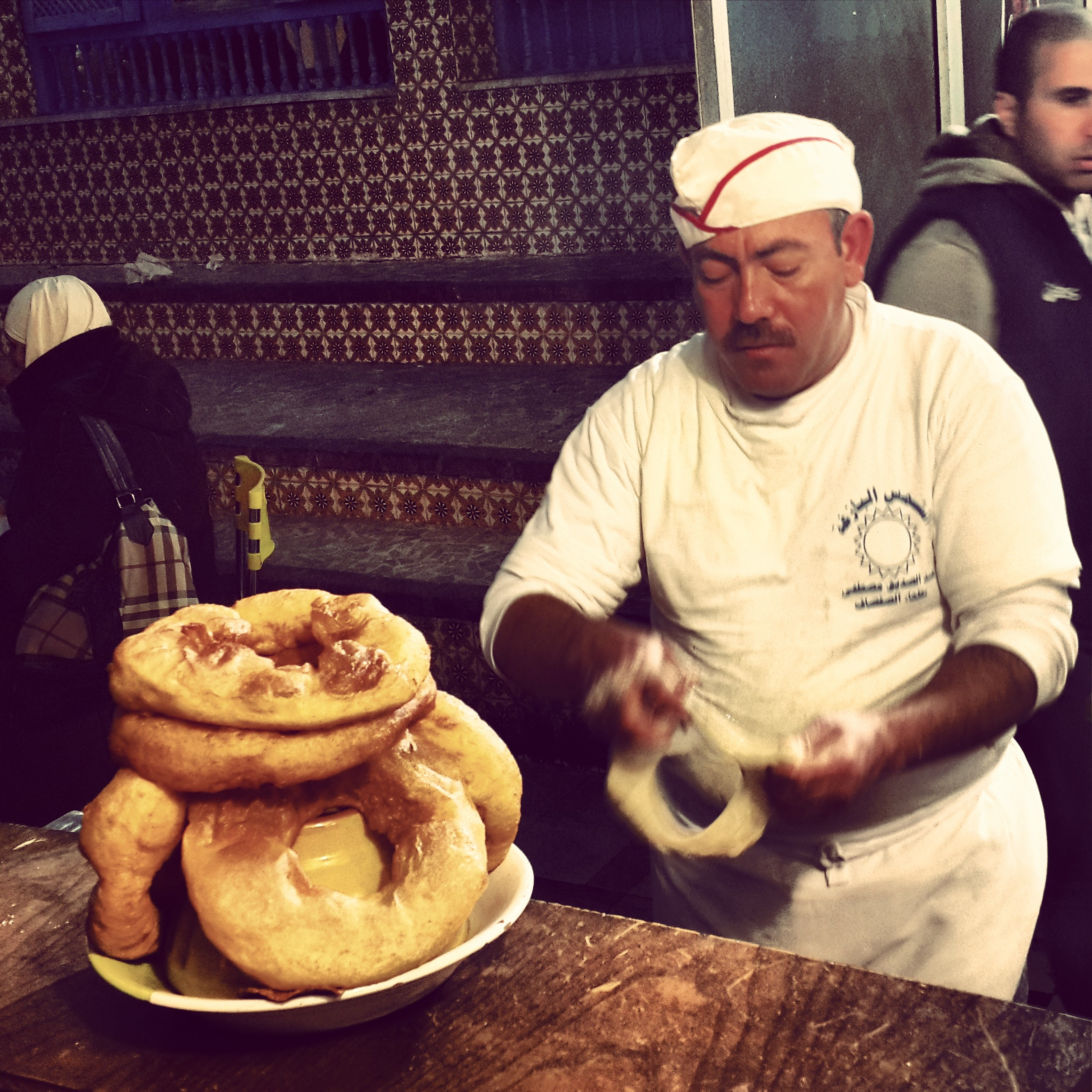
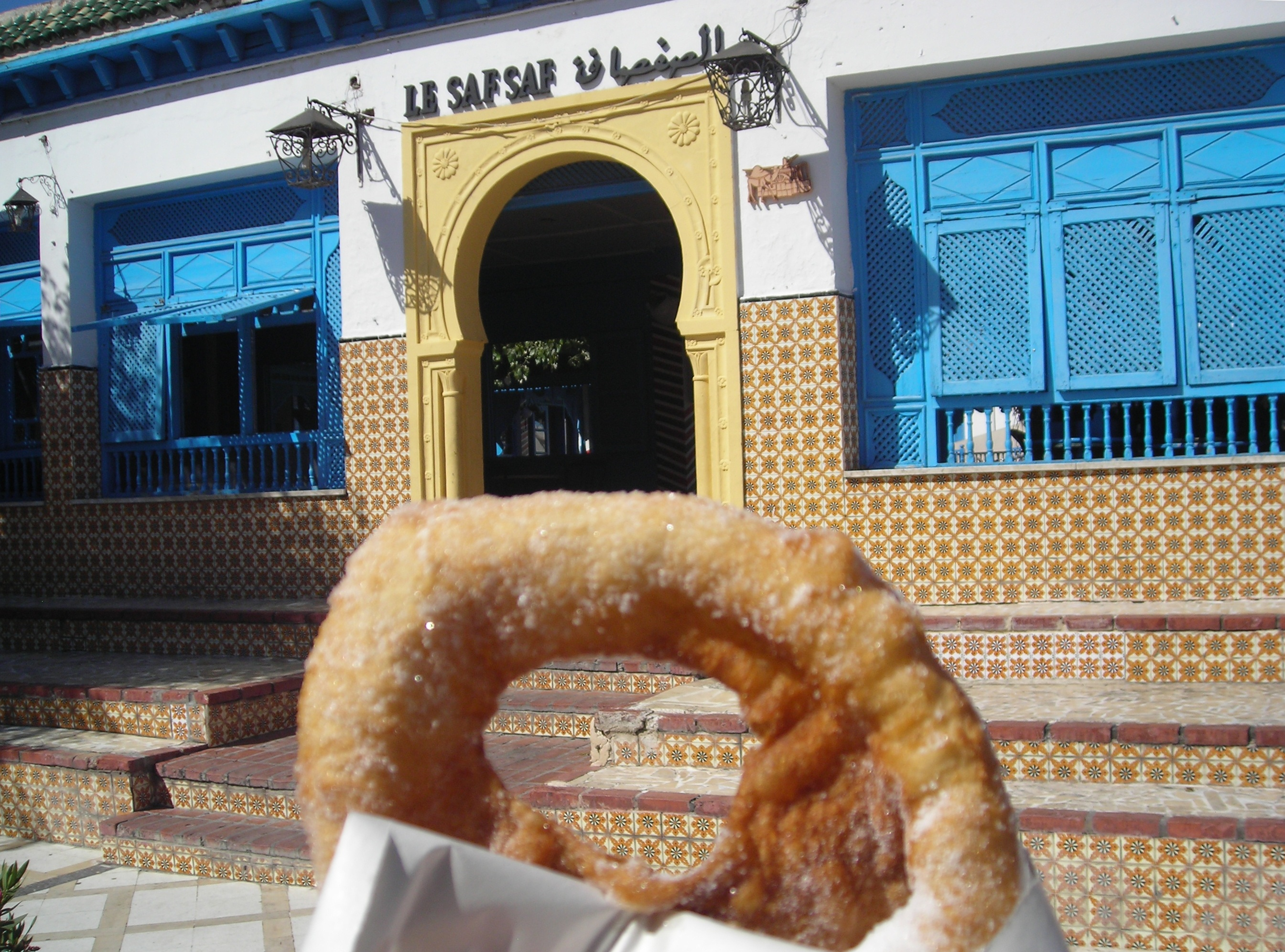

## 같이 보기
- 이탈리아 버전인 봄볼로네
- 사판즈
- 튀니지 요리